# Edith Penrose
Edith Elura Tilton Penrose (15 de noviembre de 1914 – 11 de octubre de 1996) fue una economista británica nacida en Estados Unidos cuyo trabajo más conocido es La teoría del crecimiento de las empresas, que describe las formas en que crecen las empresas y qué tan rápido lo hacen. Escribiendo en The Independent, el economista Sir Alec Cairncross afirmó que el libro le dio a la Dra. Penrose "un reconocimiento instantáneo como pensadora creativa, y su importancia para el análisis del trabajo de gestión se ha dado cuenta cada vez más".

## Biografía

### Vida personal
Edith Tilton nació el 29 de noviembre de 1914 en el Sunset Boulevard en Los Ángeles. Obtuvo una licenciatura en 1936 por la Universidad de California en Berkeley. En 1936 se casó con David Burton Denhardt, quien murió dos años después en un accidente de caza, dejándola con un hijo pequeño. Se mudó a Baltimore y obtuvo su maestría y doctorado bajo la supervisión de Fritz Machlup en la Universidad Johns Hopkins. En 1945 se casó con Ernest F. Penrose, un economista y escritor británico que había sido uno de sus profesores en Berkeley. Después de trabajar para la Embajada de los Estados Unidos en Londres, recibió su doctorado en 1950. En 1984, Penrose recibió un doctorado honorario de la Facultad de Ciencias Sociales por la Universidad de Uppsala, en Suecia. Su primer libro, Economía del Sistema Internacional de Patentes, se publicó en 1951.

### El macartismo y la salida de EE.UU.
La Dra. Penrose fue profesora e investigadora asociada en la Universidad Johns Hopkins durante muchos años. Cuando el colega académico Owen Lattimore fue acusado por el senador Joseph McCarthy de ser un espía soviético, Penrose y su esposo jugaron un papel central en su defensa. Debido a esta experiencia, Penrose se desilusionó de los EE. UU. y la pareja se tomó una licencia sabática, primero a la Universidad Nacional de Australia en Canberra y luego a la Universidad de Bagdad.

### Bagdad y la industria petrolera
Mientras estaba en Bagdad, Penrose vio la oportunidad de estudiar la economía de la industria petrolera. Este trabajo culminó en un libro, The Large International Firm in Developing Countries: The International Petroleum Industry, que se publicó en 1968. Después del derrocamiento de la monarquía hachemita, la pareja fue expulsada de Irak y atravesaron el desierto de Siria, Turquía y el Reino Unido.

### Reino Unido
En 1959, ocupó un puesto de lectora conjunta en economía en la London School of Economics y la School of Oriental and African Studies (SOAS). En 1964 fue nombrada cátedratica de economía con especial referencia a Asia en la SOAS, cargo que ocupó hasta 1978. Durante este tiempo, continuó su interés en las compañías petroleras multinacionales. También se involucró en varios organismos académicos y públicos, incluida la Comisión de Monopolios, y fue elegida miembro de la Royal Commonwealth Society en 1985.

### INSEAD
A los 64 años, Penrose se retiró de la SOAS y asumió el cargo de profesora de economía política en la INSEAD en Fontainebleau, Francia. Cuando su esposo murió en 1984, se retiró de la INSEAD y regresó al Reino Unido para establecerse en Waterbeach, Cambridgeshire, cerca de sus hijos.

## Contribución a la economía

### La teoría del crecimiento de las empresas
Mientras estuvo en la Universidad Johns Hopkins, Penrose participó en un proyecto de investigación sobre el crecimiento de las empresas. Llegó a la conclusión de que la teoría existente de la empresa era inadecuada para explicar cómo crecen las empresas. Su perspicacia fue darse cuenta de que la 'Empresa' en teoría no es lo mismo que las organizaciones de 'carne y sangre' que los hombres de negocios llaman empresas. Esta idea finalmente condujo a la publicación de su segundo libro, The Theory of the Growth of the Firm en 1959.[cita requerida]

### Visión de la empresa basada en los recursos
Se considera que Penrose es la primera economista que postuló lo que se conoce como la visión de la empresa basada en los recursos. Los recursos estratégicos son aquellos que son raros, difíciles de duplicar, valiosos y sobre los cuales una empresa tiene control. Los recursos pueden ser materias primas, como una mina de oro o un pozo de petróleo, o intelectuales, como patentes, e incluso marcas comerciales y marcas.[cita requerida]

## Obras publicadas
- La economía del sistema internacional de patentes, Baltimore, Johns Hopkins Press, 1951, ISBN 0-8371-6653-5
- La teoría del crecimiento de la empresa, Nueva York, John Wiley and Sons, 1959, ISBN 978-0-19-828977-7
- El crecimiento de la empresa: un estudio de caso: The Hercules Powder Company, Business History Review, volumen 34, edición de primavera, páginas 1 a 23, 1960
- La gran empresa internacional en los países en desarrollo: la industria internacional del petróleo, Londres, Allen & Unwin, 1968, ISBN 0-8371-8850-4
- Nuevas orientaciones: ensayos sobre relaciones internacionales, con Peter Lyon, Frank Cass & Co, 1970, ISBN 0-7146-2593-0
- Irak: relaciones internacionales y desarrollo nacional, con Ernest Penrose, Boulder, Westview Press, 1978, ISBN 0-89158-804-3